# Cristian Mijares
Pour les articles homonymes, voir Mijares.
Cristian Mijares est un boxeur mexicain né le 2 octobre 1981 à Gómez Palacio.

## Carrière
Il devient champion du monde des super-mouches WBC le 3 janvier 2007 après avoir battu à Tokyo le japonais Katsushige Kawashima par arrêt de l'arbitre au 10e round. Après 4 défenses victorieuses, il réunifie les ceintures WBC et WBA le 17 mai 2008 en battant aux points Alexander Muñoz. Il est en revanche battu par le champion IBF Vic Darchinyan le 1er novembre 2008.
Le 11 décembre 2010, Mijares redevient champion du monde des super-mouches mais cette fois de l'organisation IBF aux dépens de son compatriote Juan Alberto Rosas. Il conserve par la suite son titre aux points face à Carlos Rueda le 14 mai 2011, titre qu'il laisse vacant en août pour poursuivre sa carrière dans la catégorie supérieure. El Diamante affronte alors Victor Terrazas pour le gain du titre WBC des super-coqs le 20 avril 2013 mais il perd de peu aux points.